# ウッズホール海洋生物学研究所
ウッズホール海洋生物学研究所（ウッズホールかいようせいぶつがくけんきゅうじょ、英: Marine Biological Laboratories, MBL, WHMBL）は、アメリカのマサチューセッツ州ウッズホールにある全米最古の海洋生物学の研究所。

## 概要
設立は1888年で、当初は少数の有志によって設立された。50名近くの通年研究者が研究しているが、避暑地である土地柄もあり、夏季には世界中から科学者・学生が研究に訪れる。
単一の研究所としては、最多のノーベル賞受賞者を輩出している。遺伝学のトーマス・ハント・モーガンをはじめとして、近代発生生物学の開祖 アーネスト・E・ジャストやジャック・レーブ、カブトガニを用いた視覚研究のハルダン・ケファー・ハートライン、ハマグリからサイクリンを発見したJoan Rudermanとティモシー・ハントなどの研究はいずれも生物学に革命的な進歩をもたらした。
DNAの2重螺旋のジェームズ・ワトソン、アメフラシを用いて記憶のメカニズムを明らかにしたエリック・カンデルなども在籍した。そのほか、イカ (Loligo pealei) の巨大神経軸索の研究モデルや、カブトガニの日内時計の研究モデルなどもMBLで確立した世界的モデルである。
有名な女性研究者も多く輩出しており、トランスポゾンを発見したバーバラ・マクリントックなども研究所にゆかりのある研究者の一人である。遺伝学・発生学・神経生理学などが有名であるが、それ以外にも生態系の研究としても世界的に有名である。
日本人ではこれまで、團勝磨、井上信也、下村脩など世界的な研究者が在籍している。
クジラの研究で有名なウッズホール海洋研究所は、MBLの近辺にあるがMBLとは独立した研究所である。

## アクセス
ボストン南駅のホームの直上に設けられた高速バス発着所からウッズ・ホールにへピーターパン・バスが１〜２時間おきに運行されている。所要時間は２時間弱。ウッズ・ホールバス停からは徒歩5分程度。ローガン国際空港からボストン南駅へは無料のシルバーライン(SL1系統)に乗ると20分ほどで到着する。ニューヨーク方面からはアムトラックのアセラ・エクスプレスでボストン南駅へ到達する事も可能。